# ボルボ・400
ボルボ・400 (Volvo 400 Series) は、スウェーデンの自動車メーカー・ボルボが1986年から1996年にかけて、オランダのボルボ・カーズBV（のちのネッドカー）で製造した小型乗用車である。
本項では480、440、460の3車種を統括して記述する。

## 概要
1986年のジュネーブショーで「480」を発表。かつてのP1800シリーズを彷彿させるボディデザインで、リトラクタブル・ヘッドライトを採用した4人乗りの3ドアハッチバックモデル。ボルボ初の前輪駆動方式で、エンジンは当時の提携先だったルノーのF型1,721ccエンジンを搭載、1988年にはこのエンジンにギャレット製のT2水冷ターボ・インタークーラーを組み合わせ、
ポルシェがチューニングを施した「480ターボ」も追加された。
1988年、「440」を追加。480のプラットフォーム・シャーシを流用した5ドアハッチバックモデルで、400シリーズの主力車種とされた。480同様、ルノーF型1,721ccエンジンを搭載し、ターボモデルも設定された。
1989年、「460」を追加。440のリアオーバーハング部を延長し4ドアノッチバックセダンとしたもので、こちらもターボや1.9Lディーゼルエンジンなどが設定された。
1994年のマイナーチェンジでフロントマスクなどの意匠が変更された。
日本へ正規輸入されたのは480ターボのみで、1989年モデルが300台輸入された。内訳は左ハンドルMT車が295台で、右ハンドルAT車はわずか5台だけ輸入された。